# المعارضة البحرينية
المعارضة البحرينية تشير إلى مجموعة من المجموعات السياسية الذين يعارضون الحكومة أو نظام آل خليفة تماما. حاليا يمكن تقسيم المعارضة البحرينية حسب الجمعيات السياسية المسجلة رسميا الذين يطالبون بإصلاحات للنظام السياسي الحالي وجماعات المعارضة غير المرخصة الذين يسعون لإزالة نظام آل خليفة.
وتعتبر جمعية الوفاق الوطني الإسلامية أكبر وأقوى جمعية سياسية في البحرين. قاطعت الجمعية انتخابات 2002 ولكنها شاركت في انتخابات 2006 ولها سبعة عشر نائبا من أصل أربعين نائبا يتألف منهم البرلمان في البحرين وأكثر من 20 نائبا بلديا، ولولا التوزيع غير المتكافئ للدوائر الانتخابية لكان عدد نواب الوفاق أكثر من النصف حيث أظهرت الإحصائيات الرسمية أن نواب الوفاق حصلوا على 62% من أصوات الناخبين.
واحلت جمعية الوفاق الوطني الإسلامية بالقوة عام 2016، بعد الاحتجاجات البحرينية 2011
جمعيات المعارضة المسجلة تتكون من:
- جمعية الوفاق الوطني الإسلامية[1]  - حظرت مؤخرا من قبل الحكومة.
- جمعية العمل الوطني الديمقراطي (وعد) - حظرت مؤخرا من قبل الحكومة.
- جمعية المنبر الديمقراطي التقدمي.
- جمعية العمل الإسلامي (أمل) - حظرت مؤخرا من قبل الحكومة.
- جمعية التجمع الوطني الديمقراطي الوحدوي.
- جمعية الإخاء الوطني.
- جمعية التجمع القومي الديمقراطي

وتتألف المعارضة غير المرخصة من:
- حركة حق.
- ائتلاف شباب ثورة 14 فبراير.
- تيار الوفاء الإسلامي.
- حركة أحرار البحرين.
- جبهة التحرير الوطني.
- سرايا الأشتر.
- سرايا المختار.

منذ احتجاجات عام 2011 قاطعت جميع جمعيات المعارضة الانتخابات النيابية واستمرت في حركة الاحتجاج في الشوارع للمطالبة بإصلاحات.